# Anastazja (film 1956)
Anastazja (ang. Anastasia) – amerykański dramat historyczny z 1956 w reżyserii Anatole’a Litvaka. 

## Fabuła
Paryż, rok 1928. Grupa uchodźców z Rosji, z generałem Bouninem (Yul Brynner) na czele usiłuje zdobyć 10 mln funtów zdeponowanych niegdyś w paryskim banku przez cara. Pieniądze mogłaby pobrać jedynie najmłodsza z córek, która ponoć uszła z życiem z masakry dokonanej na rodzinie carskiej przez bolszewików. Wkrótce wpadają na ślad młodej, cierpiącej na amnezję, kobiety bardzo podobnej do Anastazji (Ingrid Bergman).

## Obsada
- Ingrid Bergman jako Anna Koreff
- Yul Brynner jako generał Bounine
- Helen Hayes jako cesarzowa Maria Fiodorowna
- Ivan Desny jako książę Paul von Haraldberg
- Felix Aylmer jako Chamberlain
- Martita Hunt jako baronowa von Livenbaum
- Akim Tamiroff jako Chernov
- Grégoire Gromoff jako Stepan
- Natalie Schafer jako Lissemskaia
- Sacha Pitoëff jako Petrovin
- Tutte Lemkow jako tancerz
- Karel Štěpánek jako Vlados
- Ina De La Haye jako Marusia
- Katherine Kath jako Maxime

## Lokalizacja
Film był kręcony w Paryżu, Londynie i Kopenhadze.

## Najważniejsze nagrody
- 1957: Oscar dla najlepszej aktorki pierwszoplanowej (Ingrid Bergman)
- 1957: Złoty Glob dla najlepszej aktorki w filmie dramatycznym (Ingrid Bergman)